# Initiative populaire « Séparation complète de l'État et de l'Église »
L'initiative populaire « Séparation complète de l'État et de l'Église » est une initiative populaire suisse, rejetée par le peuple et les cantons le 2 mars 1980.

## Contenu
L'initiative propose d'ajouter un article 51 à la Constitution fédérale indiquant que « L'Église et l'État [sic] sont complètement séparés » et supprimant l'impôt ecclésiastique.
Le texte complet de l'initiative peut être consulté sur le site de la Chancellerie fédérale.

## Déroulement

### Contexte historique
Selon l'article 3 de la Constitution, en vigueur depuis la fondation de l'État fédéral de 1848, les cantons sont souverains en matière ecclésiastique. Les cantons sont donc seuls à même de régler les rapports entre eux et les Églises, dans les limites fixées fédéralement qui consistent principalement en l'assurance de la liberté de croyance, de culte, de conscience « dans les limites compatibles avec l'ordre public et les bonnes mœurs », mais également en l'affirmation de la séparation entre l'Église et les droits civiques, les commandements et interdictions ecclésiastiques n'ayant pas d'effet dans le domaine de l'État.
Selon le droit fédéral, chaque canton est libre de conférer à une ou plusieurs communautés religieuses un statut de droit public et de les aider financièrement. Dans la pratique, trois systèmes existent : les cantons réformés qui ont institué une Église officielle (tels que Zurich et Berne), les cantons catholiques avec un régime d'une «Église libre dans un État libre» (comme par exemple le canton du Valais ou celui de Lucerne) et les cantons ayant instauré une séparation entre l'État et l'Église (Genève et Neuchâtel en particulier)
Les initiants remettent principalement en cause le statut de droit public conféré à certaines Églises qui, selon eux, favorise celles-ci et viole ainsi le principe d'égalité devant la loi. Ce statut, accordé autrefois pour leur permettre d'assurer certains tâches d'intérêt général, ne se justifierait plus à la suite de la reprise de ces tâches par les pouvoirs publics. De plus, la notion d'Église officielle existant dans certains cantons violerait le principe de la liberté de croyance et de conscience, en particulier en obligeant les citoyens à payer un impôt ecclésiastique à ces Églises officielles quelle que soit leur conviction religieuse.

### Récolte des signatures et dépôt de l'initiative
La récolte des 100 000 signatures nécessaires a débuté le 2 juillet 1973. Le 17 septembre 1976, l'initiative a été déposée à la chancellerie fédérale qui l'a déclarée valide le 20 octobre.

### Discussions et recommandations des autorités
Le parlement et le Conseil fédéral recommandent tous deux le rejet de cette initiative. Dans son message aux Chambres fédérales, le gouvernement avance comme principal argument le refus de supprimer la souveraineté cantonale dans le domaine ecclésiastique, affirmant qu'« il n'y a pas de raisons suffisantes pour [faire] de cette question une affaire fédérale, ni pour substituer à des régimes issus de l'histoire un système si rigoureux qu'il n'a rencontré la faveur d'aucun canton et d'aucun pays occidental ».

### Votation
Soumise à la votation le 2 mars 1980, l'initiative est refusée par la totalité des 20 6/2 cantons et par 78,9 % des suffrages exprimés. Le tableau ci-dessous détaille les résultats par cantons pour ce vote :